# 小金湯
小金湯（こがねゆ）は北海道札幌市南区の地名。国道230号沿いの地域のひとつで、札幌市街から見て定山渓の手前に位置する。
地名の由来は判然としない。温泉の硫黄が黄金色に見えたからとも、砂金が採れたからとも言われる。あるいは川床に露出した黄銅鉱が理由であるかもしれない。

## 歴史
かつての豊平町大字平岸村字一の沢に該当する。
1884年（明治17年）に札幌農学校第4農場が開設されたとき、山に慣れた人を小作人とするため九州まで人材募集が出向いた。小金湯は熊本県出身者が開拓担当となったため、「熊本開墾」と呼ばれた。
1887年（明治20年）ごろから温泉場として発展を始める。
1944年（昭和19年）の字名改正によって豊滝の一部となるが、豊平町と札幌市の合併の翌年である1963年（昭和38年）に「小金湯」として分割された。

## 施設
- 定山渓鉄道線 小金湯停留所（廃止）
- 小金湯温泉
- 札幌市アイヌ文化交流センター
- 小金湯天満宮
- 砥山ダム
- 小金湯さくらの森